# U.S. International Classic 2015
U.S. International Classic 2015 – pierwsze zawody łyżwiarstwa figurowego z cyklu Challenger Series 2015/2016. Zawody rozgrywano od 16 do 20 września 2015 roku w hali Salt Lake City Sports Complex w Salt Lake City.
Wśród solistów zwyciężył reprezentant Izraela Danijjel Samochin, natomiast w rywalizacji solistek Japonka Satoko Miyahara. W parach sportowych wygrali Amerykanie Tarah Kayne i Daniel O’Shea. Tytuł w rywalizacji par tanecznych wywalczyli Amerykanie Madison Hubbell i Zachary Donohue.

## Wyniki

### Soliści
| Poz. | Zawodnik                  | Nota łączna | SP | SP    | FS  | FS     |
| ---- | ------------------------- | ----------- | -- | ----- | --- | ------ |
| 1    | Danijjel Samochin         | 223,67      | 3  | 71,52 | 1   | 152,15 |
| 2    | Keiji Tanaka              | 212,34      | 5  | 66,54 | 2   | 145,80 |
| 3    | Ross Miner                | 209,93      | 1  | 74,66 | 3   | 135,27 |
| 4    | Timothy Dolensky          | 209,04      | 4  | 69,18 | 4   | 139,86 |
| 5    | Shōma Uno                 | 207,41      | 9  | 52,45 | 5   | 154,96 |
| 6    | Richard Dornbush          | 191,02      | 6  | 65,33 | 6   | 125,69 |
| 7    | Alexei Bychenko           | 183,09      | 2  | 72,60 | 7   | 110,49 |
| 8    | Christophe Belley-Lemelin | 164,21      | 8  | 58,12 | 8   | 106,09 |
| 9    | Andrew Dodds              | 159,77      | 7  | 59,59 | 9   | 100,18 |
| 10   | Bela Papp                 | 147,60      | 10 | 50,04 | 10  | 97,56  |
| 11   | Lukas Kaugars             | 135,61      | 11 | 49,62 | 12  | 85,99  |
| 12   | Leslie Ip                 | 135,34      | 13 | 42,37 | 11  | 92,97  |
| 13   | Carlo Vittorio Palermo    | 125,42      | 12 | 47,05 | 13  | 78,37  |
| 14   | Javier Raya               | 116,11      | 14 | 40,34 | 14  | 75,77  |
| 15   | Jordan Dodds              | 113,79      | 15 | 38,39 | 15  | 75,40  |
| WD   | Jarosław Paniot           | DNF         | 16 | 37,45 | DNF | DNF    |

### Solistki
| Poz. | Zawodniczka           | Nota łączna | SP  | SP    | FS  | FS     |
| ---- | --------------------- | ----------- | --- | ----- | --- | ------ |
| 1    | Satoko Miyahara       | 183,64      | 1   | 63,48 | 1   | 120,16 |
| 2    | Elizabet Tursynbajewa | 177,91      | 4   | 59,66 | 2   | 118,25 |
| 3    | Angela Wang           | 166,80      | 2   | 61,31 | 4   | 105,49 |
| 4    | Karen Chen            | 159,18      | 3   | 60,94 | 5   | 98,24  |
| 5    | Selena Zhao           | 157,03      | 9   | 50,77 | 3   | 106,26 |
| 6    | Mariah Bell           | 149,47      | 6   | 55,03 | 6   | 94,44  |
| 7    | Kanako Murakami       | 147,60      | 5   | 55,58 | 8   | 92,02  |
| 8    | Amy Lin               | 144,62      | 7   | 52,51 | 7   | 92,11  |
| 9    | Véronik Mallet        | 141,94      | 8   | 51,77 | 10  | 90,17  |
| 10   | Brooklee Han          | 140,54      | 10  | 50,25 | 9   | 90,29  |
| 11   | Maisy Hiu Ching Ma    | 120,90      | 11  | 45,21 | 12  | 75,69  |
| 12   | Katarina Kulgeyko     | 118,29      | 14  | 40,47 | 11  | 77,82  |
| 13   | Aimee Buchanan        | 116,06      | 13  | 42,89 | 14  | 73,17  |
| 14   | Isadora Williams      | 114,13      | 15  | 39,02 | 13  | 75,11  |
| 15   | Yasmine Kimiko Yamada | 110,83      | 16  | 38,51 | 15  | 72,32  |
| 16   | Frances Clare Untalan | 106,28      | 12  | 44,14 | 16  | 62,14  |
| 17   | Johanna Allik         | 93,11       | 17  | 34,27 | 17  | 58,84  |
| 18   | Tiffany Chitring Yim  | 64,53       | 19  | 20,53 | 18  | 44,00  |
| WD   | Netta Schreiber       | DNF         | 18  | 26,78 | DNF | DNF    |
| WD   | Sonia Lafuente        | DNS         | DNS | DNS   | DNS | DNS    |

### Pary sportowe
| Poz. | Zawodnicy                               | Nota łączna | SP | SP    | FS | FS     |
| ---- | --------------------------------------- | ----------- | -- | ----- | -- | ------ |
| 1    | Tarah Kayne / Daniel O’Shea             | 170,30      | 3  | 54,30 | 1  | 116,00 |
| 2    | Marissa Castelli / Mervin Tran          | 169,46      | 1  | 60,24 | 2  | 109,22 |
| 3    | Kirsten Moore-Towers / Michael Marinaro | 160,08      | 2  | 57,22 | 3  | 102,86 |
| 4    | Vanessa Grenier / Maxime Deschamps      | 148,52      | 5  | 46,64 | 4  | 101,88 |
| 5    | Gretchen Donlan / Nathan Bartholomay    | 144,86      | 4  | 52,40 | 5  | 92,46  |
| 6    | Adel Tankova / Jewgieni Krasnopolski    | 101,74      | 6  | 36,44 | 6  | 65,30  |
| 7    | Paris Stephens / Matthew Dodds          | 80,44       | 7  | 24,60 | 7  | 55,84  |

### Pary taneczne
| Poz. | Zawodnicy                                     | Nota łączna | SD | SD    | FD | FD    |
| ---- | --------------------------------------------- | ----------- | -- | ----- | -- | ----- |
| 1    | Madison Hubbell / Zachary Donohue             | 153,62      | 1  | 61,08 | 1  | 92,54 |
| 2    | Laurence Fournier Beaudry / Nikolaj Sørensen  | 141,08      | 3  | 51,58 | 2  | 89,50 |
| 3    | Élisabeth Paradis / François-Xavier Ouellette | 136,90      | 2  | 51,58 | 3  | 85,32 |
| 4    | Ołeksandra Nazarowa / Maksym Nikitin          | 122,18      | 5  | 48,40 | 4  | 73,78 |
| 5    | Danielle Thomas / Daniel Eaton                | 120,62      | 4  | 51,22 | 5  | 69,40 |
| 6    | Brianna Delmaestro / Timothy Lum              | 111,46      | 6  | 45,46 | 6  | 66,00 |
| 7    | Kimberly Berkovich / Ronald Zilberberg        | 99,18       | 8  | 39,46 | 7  | 59,72 |
| 8    | Taylor Tran / Saulius Ambrulevičius           | 93,54       | 7  | 39,52 | 8  | 54,02 |
| 9    | Emily Pike / Patrick Adderley                 | 78,02       | 9  | 29,28 | 9  | 48,74 |